# Jochen Zoerner-Erb
Jochen Zoerner-Erb (* 22. April 1943 in Cottbus) ist ein deutscher Dramaturg, Schauspieler, Theaterregisseur und Spielleiter.

## Leben
Zoerner-Erb studierte Theaterwissenschaft, Anglistik und Kunstgeschichte. Sein Theaterschaffen begann er als Regieassistent an den Theatern in Düsseldorf, Wuppertal und Nürnberg. In der Spielzeit 1973/74 war er am Theater Dortmund engagiert. 1974–76 folgte ein Festengagement als Schauspieler, Dramaturg und Spielleiter am Theater Gießen. Anschließend wechselte er an das Saarländische Staatstheater Saarbrücken, wo er 1976–81 als Dramaturg und Spielleiter wirkte.
Er war Initiator und langjähriger Leiter des 1978 von ihm begründeten Saarbrücker freien Theaterfestivals Perspectives. Er war außerdem Leiter des Festivals „contact“ in Mainz. Er war auch Künstlerischer Direktor des Kulturzentrums Gasteig in München.
Von 2001 bis 2003 war er Künstlerischer Leiter der Festspiele Balver Höhle in Nordrhein-Westfalen. Als Regisseur realisierte er eigene Inszenierungen u. a. in Kairo, Maribor und Zagreb (mit Tristan und Isolde).
Jochen Zoerner-Erb wohnt in Wuppertal und ist Mitglied der FDP.